# Schlicht (Feldberger Seenlandschaft)
Schlicht ist ein Dorf in der Gemeinde Feldberger Seenlandschaft im Landkreis Mecklenburgische Seenplatte in Mecklenburg-Vorpommern. Schlicht hat eine Fläche von 5,95 km². Das Dorf wurde 1312 erstmals als Slichten (ndt. "ebene, kahle Stelle") erwähnt.

## Beschreibung
Schlicht liegt in der Nähe des Naturparks Feldberger Seenlandschaft und des Naturschutzgebiets Feldberger Hütte. Die beiden Seen Breiter Luzin und Feldberger Haussee befinden sich rund einen Kilometer entfernt im Osten des Dorfs. Der Schmale Luzin liegt rund fünf Kilometer südlich. Das Dorf hat etwa 100 Einwohner. Nordwestlich des Dorfzentrums liegt die alte Ruine der Turmhügelburg Maledei. Im Dorf gibt es ein altes Gutshaus, das noch erhalten wird. Der Gutshof ist zum Großteil nicht mehr benutzbar oder eingestürzt.

## Sehenswürdigkeiten

### Baudenkmale
In der Liste der Baudenkmale in Feldberger Seenlandschaft sind für Schlicht fünf Baudenkmale aufgeführt.